# 草原大道
草原大道（Prairie Avenue）是美国芝加哥南区一条南北走向的干道，北起罗斯福路，向南延伸到城市的南部边界的134街。这条街拥有丰富的历史，它最初为一条马车道。在19世纪的最后三十年，这条街的6个街块为芝加哥的许多精英家庭的住处，另有4个街块以豪宅著称。草原大道历史街区被宣布为芝加哥地标，列入国家史迹名录。
芝加哥一些最重要的历史人物都住在这条街上。在1871年芝加哥大火之后的复苏时期，许多该市的最重要的家庭搬到这条街上。这条街的居民影响了这座全国乃至国际重要城市的发展。他们影响了政治、建筑、文化、经济以及法律。
这条街的重要性已经有所下降，但仍然具有标志性建筑，是历史街区的骨干。其保护活动已经载入纽约时报的头版。